# Akmenė
Akmenė és una ciutat al nord de Lituània al comtat de Šiauliai.
Després de la descoberta de grans reserves de calcària i argila a la regió, el 1947 es va iniciar la construcció d'un dels més grans complexos de producció de ciment als països bàltics. Prop d'allà, una nova ciutat va créixer fins que es convertiria en el centre administratiu de la regió: Naujoji Akmenė ("Nova Akmenė").

## Nom
El més probable és el nom derivi d'un rierol que flueix cap al nord de la ciutat: l'Akmenupis (significat aproximat: "Riu amb un munt de pedres". Altres noms són : 
- en alemany: Akmene
- en jiddisch: אקמעיאן / Akmian
- en polonès: Okmiany
- en rus: Окмяны / Okmiany.

## Història
Akmenė s'esmenta per primera vegada com una finca propietat de la família Kęsgaila cap a 1511. El 1531 va ser atorgat un privilegi pel Gran Duc de Lituània Segimon I el Vell per construir una ciutat, anomenada Dabikinė a la vora del riu Dabikinė. La ciutat va créixer ràpidament, i per a l'any 1561 ja tenia 3 carrers, 82 cases i 28 cases d'hostes. El 1596 la Gran Duquessa de Lituània Anna Jagelló va fundar una església de fusta.
Els drets de la ciutat van ser concedides a Akmenė en 1592.